# Khalid Boutaïb
Khalid Boutaïb (arabisch خالد بوطيب, DMG Ḫālid Būṭayyib; * 24. April 1987 in Bagnols-sur-Cèze) ist ein französisch-marokkanischer Fußballspieler.

## Karriere

### Verein
Boutaïb startete seine Karriere 2006 beim FC Bagnols Pont und wurde 2007 von ES Uzès Pont du Gard verpflichtet. Nach einer einjährigen Rückkehr zu FC Bagnols Pont wurde er 2011 erneut von ES Uzès verpflichtet. 2012 war er zwar von FC Istres angeheuert wurden, wurde aber gleich wieder an Uzès ausgeliehen.
Später folgten Einstellungen bei Luzenac Ariège Pyrénées, Gazélec FC Ajaccio und Racing Straßburg. Bei Racing erlebte er seine bis dato erfolgreichste Zeit seiner Karriere. So beendete er mit diesem Verein die „Ligue 2“ Saison 2016/17 als Meister und stieg mit ihm in die Ligue 1 auf. Boutaïb steuerte zu diesem Erfolg 20 Ligatore bei, war damit erfolgreichste Torschütze seiner Mannschaft und zweiter der Torschützenliste dieser Zweitligasaison.
Zur Saison 2017/18 wurde Boutaïb aus der türkische Süper Lig vom Aufsteiger Yeni Malatyaspor verpflichtet. In der Wintertransferperiode wurde er an al Zamalek SC abgegeben. Im Januar 2020 verließ er Ägypten und war fortan zunächst vereinslos, bevor er sich im Oktober Le Havre AC anschloss. Dort verbrachte der Spieler mehr als 15 Monate. Anfang 2022 wechselte er zum Paris FC. Im Sommer 2023 folgte der Transfer zum FC Pau.

### Nationalmannschaft
Boutaïb gab am 26. März 2016 beim 1:0-Sieg gegen Kap Verde sein Debüt für die marokkanische Nationalmannschaft. Mit Marokko nahm er am Afrika-Cup 2017 teil, kam gegen die Elfenbeinküste zu einem Kurzeinsatz und scheiterte im Viertelfinale an Ägypten. Beim 6:0-Erfolg gegen Mali am 1. September 2017 erzielte er seinen ersten Länderspieltreffer. Er stand auch im Kader Marokkos für die Fußball-Weltmeisterschaft 2018. Nach zwei 0:1-Niederlagen gegen Portugal und den Iran und einem 2:2-Unentschieden gegen Spanien schied Marokko als letzter der Gruppe B aus dem Turnier aus. Boutaïb kam gegen Portugal und Spanien zum Einsatz und erzielte gegen Spanien die zwischenzeitliche 1:0-Führung.

## Erfolge
Mit Racing Straßburg
- Meister der Ligue 2 und Aufstieg in die Ligue 1: 2016/17

Persönlich
- Torschützenvizekönig der Ligue 2: 2016/17